# René Portocarrero
René Portocarrero (La Habana, 24 de febrero de 1912- 7 de abril de 1985) fue un pintor cubano. Es en la actualidad considerado una de las figuras más destacadas de la plástica cubana y uno de los principales artistas del siglo XX en Cuba. Sus temas pictóricos están a menudo relacionados con la tradición afrocubana, abordada desde una perspectiva poética. Su estilo, caracterizado por un vibrante colorido, ha sido considerado de raíz barroca. Realizó más de 20 exposiciones personales y 60 colectivas.

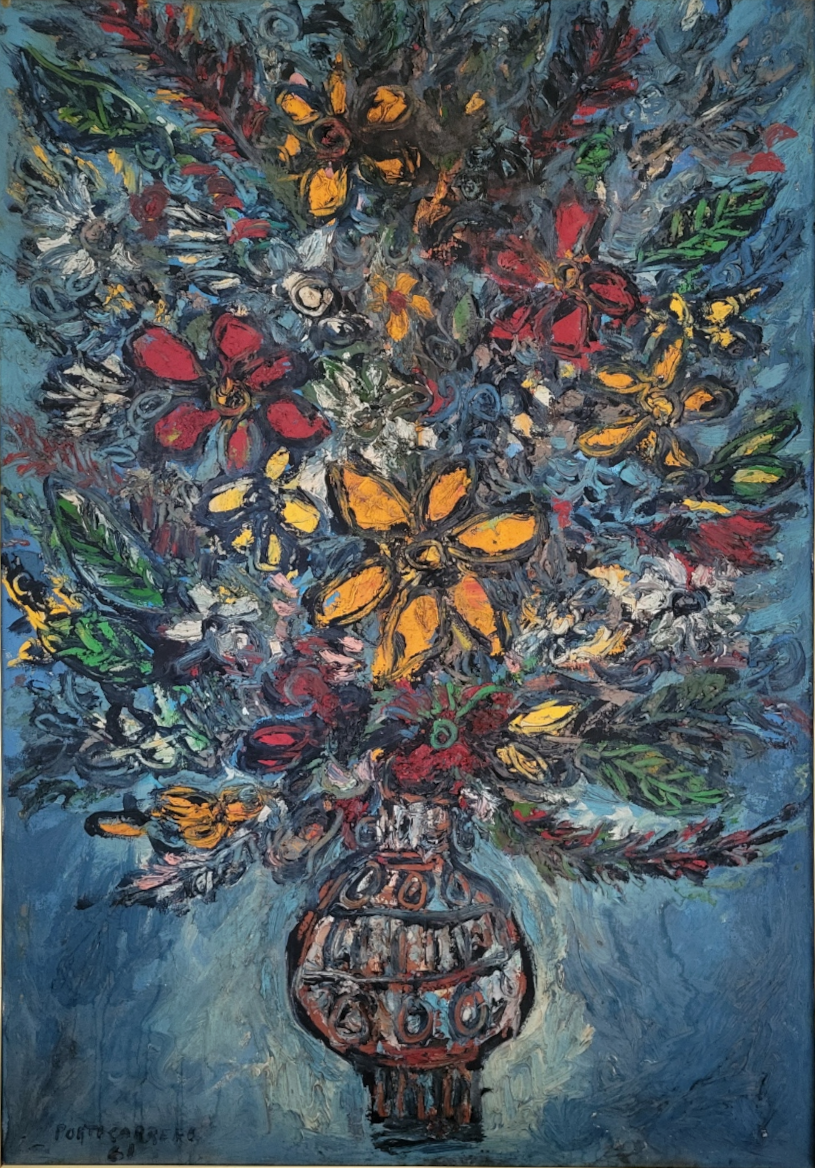
Búcaro por René Portocarrero. Firmado y fechado (1961) en la esquina inferior izquierda. Colección privada.

## Biografía
Nació en El Cerro, uno de los barrios periféricos de La Habana. Aunque asistió a clases en la Academia de Artes Plásticas San Alejandro, su formación fue principalmente autodidacta. Realizó su primera exposición, en el Lyceum de La Habana, en 1934. Más tarde trabajó en el Estudio Libre para Pintores y Escultores de La Habana, junto con Mariano Rodríguez. Vinculado a la generación de poetas del llamado "grupo de Orígenes", publicó dibujos en varias revistas literarias, como Verbum, Espuela de Plata y Orígenes. Durante esta época publicó dos libros: Las máscaras (1935) y El sueño (1939), el segundo de los cuales incluía también textos del pintor. Fue amigo del poeta José Lezama Lima, que escribió varios textos sobre la obra de Portocarrero.
En 1943 fue profesor de dibujo libre en la Cárcel de La Habana, donde pintó un mural de temática religiosa. Durante estos años inició también ciclos de obras, con títulos como Interiores del Cerro, Festines y Figuras para una mitología contemporánea.
En 1944 expuso sus obras en Nueva York, en la Julian Levy Gallery y en el Museo de Arte Moderno. Se interesó posteriormente por las fiestas populares cubanas, tema al que dedicó una serie de pinturas al pastel. Hacia 1950 comenzó a trabajar en la decoración de piezas de cerámica, en el Taller Experimental de Santiago de Las Vegas. Con esta técnica en llevó a cabo un mural de grandes dimensiones, titulado Historia de las Antillas, para el hotel Habana Hilton (hoy Habana Libre).
En 1951 recibió el Premio Nacional de Pintura por su cuadro Homenaje a Trinidad, actualmente en el Museo de Bellas Artes de Cuba, que supone el inicio de una serie de paisajes inspirados en la capital cubana, los llamados "Paisajes de La Habana".
En 1962, inauguró la exposición "Color de Cuba", sobre motivos de la santería afrocubana. El carnaval cubano fue el tema de otra de sus series de cuadros, "Carnavales" (1970-1971).
Participó en la Bienal de São Paulo en 1957 y 1963, y en la de Venecia en 1952 y 1966.
Portocarrero vivió abiertamente en relación de pareja con otro pintor, Raúl Milián, durante décadas.

## Premios
A lo largo de su carrera, René Portocarrero recibió numerosos premios y distinciones. Entre ellos destacan el Premio Internacional Sambra, otorgado durante la Bienal de São Paulo de 1963; la Orden de la Cultura de Polonia; la Orden de Cirilo y Metodio, concedida por el gobierno de Bulgaria, en 1976; la Orden Félix Varela de la República de Cuba, en 1981; y el Águila Azteca, máxima condecoración concedida por la República Mexicana (1982).